# Psychotria taitensis
Psychotria taitensis är en måreväxtart som beskrevs av Bernard Verdcourt. Psychotria taitensis ingår i släktet Psychotria och familjen måreväxter. Inga underarter finns listade i Catalogue of Life.